# هينتيري يغ
هينتيري يغ (بالإنجليزية: Hinteri Egg)‏ هو أحد جبال سلسلة جورا وجزء من القمة الأم Vogelberg (1,204 m) يقع في كانتون ريف بازل, سويسرا. يبلغ ارتفاع الجبل حوالي 1169 متر، بينما يبلغ ارتفاع نتوء الجبل 165 متر.